# Am Fischerkietz
Am Fischerkietz ist ein Wohnplatz der Stadt Ludwigsfelde im Landkreis Teltow-Fläming in Brandenburg.

## Geografie
Der Wohnplatz liegt im südwestlichen Teil des Ortsteils Gröben. Nördlich liegt, durch die Bundesautobahn 10 getrennt, der Nuthetaler Ortsteil Fahlhorst, östlich der Ludwigsfelder Ortsteil Siethen, südlich Jütchendorf (zu Ludwigsfelde) und westlich der Nuthetaler Ortsteil Tremsdorf. Westlich fließt die Nuthe vorbei; südöstlich liegt der Gröbener See.

## Geschichte
Der Kietz wurde erstmals im Landbuch Karls IV. als Groben, vicus ibidem urkundlich als Kietz erwähnt. Es war zu dieser Zeit eine Pertinenz der Burg Beuthen. Im Jahr 1450 waren in der Siedlung Der Kytz keine Hufen zugewiesen, was darauf hindeutet, dass er als Dienstsiedlung für die angrenzende Burg angelegt worden war. Dort gab es acht Erben einschließlich eines Schulzen. Die Bewohner betrieben keine eigene Landwirtschaft, sondern versorgten die Burg mit Fischen. Darauf weist auch die Erwähnung aus dem Jahr 1520 hin. Der Kietz lag mittlerweile im Einflussbereich der Familie von Schlabrendorf. Es gab einen „Hof mit der Fischerei im Nießbrauch der Frau von Schlaberndorf zu Siethen“.
Im Jahr 1624 lebten im Dorf acht Fischer. Auch sie waren vom Dreißigjährigen Krieg betroffen, denn die Statistik verzeichnete im Jahr 1653 nur noch drei Kietzer. Im Jahr 1711 war die Anzahl auf fünf bewohnte Kietzer wieder angestiegen; 1745 gab es sechs Fischer. Im Jahr 1771 bestanden im Ort sechs Giebel (=Wohnhäuser).
Im Jahr 1801 führt die Statistik ein Fischerdorf mit sieben Fischern, einem Einlieger und zehn Feuerstellen (=Haushalte). 1840 waren es bereits zehn Wohnhäuser. 1858 war das Dorf auf neun Fischer mit fünf Gehilfen angewachsen. Hinzu kamen acht Personen Gesinde. Es gab neun Besitzungen, die alle vergleichsweise klein waren. Acht von ihnen waren zwischen fünf und 30 Morgen groß und kamen zusammen auf 159 Morgen. Eine weitere Besitzung war lediglich vier Morgen groß. 1860 gab es im Fischerdorf zehn Wohn- und 14 Wirtschaftsgebäude.
Zur Zeit der DDR gründete sich im Ort die LPG Typ I Am Kietz.

## Bevölkerungsentwicklung
| Jahr      | 1734 | 1772 | 1801 | 1817 | 1840 | 1858 | 1925 |
| Einwohner | 43   | 39   | 46   | 46   | 59   | 67   | 41   |